# FC Winterthur
FC Winterthur (celým názvem Fussballclub Winterthur) je švýcarský fotbalový klub z města Winterthur v kantonu Curych, který působí ve švýcarské druhé lize (v sezóně 2014/15). Byl založen v roce 1896. Klubové barvy jsou červená a bílá.
Svoje domácí utkání hraje na stadionu Schützenwiese s kapacitou cca 8 500 diváků.

## Úspěchy
- 3× mistr Švýcarska: 1905/06, 1907/08, 1916/17[2]